# Obertura italiana
|  | Aquest article tracta sobre música. Vegeu-ne altres significats a Obertura italiana (escacs). |

L'obertura italiana, també anomenada obertura napolitana és una peça orquestral que preludia una obra més extensa i que presenta una estructura de tres temps segons la seqüència ràpid - lent - ràpid, en oposició a l'obertura francesa (lent - ràpid - lent).
Aquest tipus d'obertura va ser usada amb profusió durant el període barroc, sobretot a Itàlia. Entre molts d'altres, Antonio Vivaldi, Alessandro Scarlatti i Domenico Scarlatti en foren uns grans addictes.
El seu origen es remunta als primers temps de barroc italià. Ja a l'oratori San Alessio de Stefano Landi (1632) apareixen petites simfonies a manera d'entreactes que segueixen l'esquema allegro - adagio - allegro.
La seva estructura, doncs, és idèntica a la del concerto. De fet, aquestes obertures equivalen a petits concerti situats al començament de les obres que preludien.
En el món operístic del barroc italià, aquest tipus d'obertures eren denominades sinfonie avanti l'opera.